# Fortaleza de Ajtý

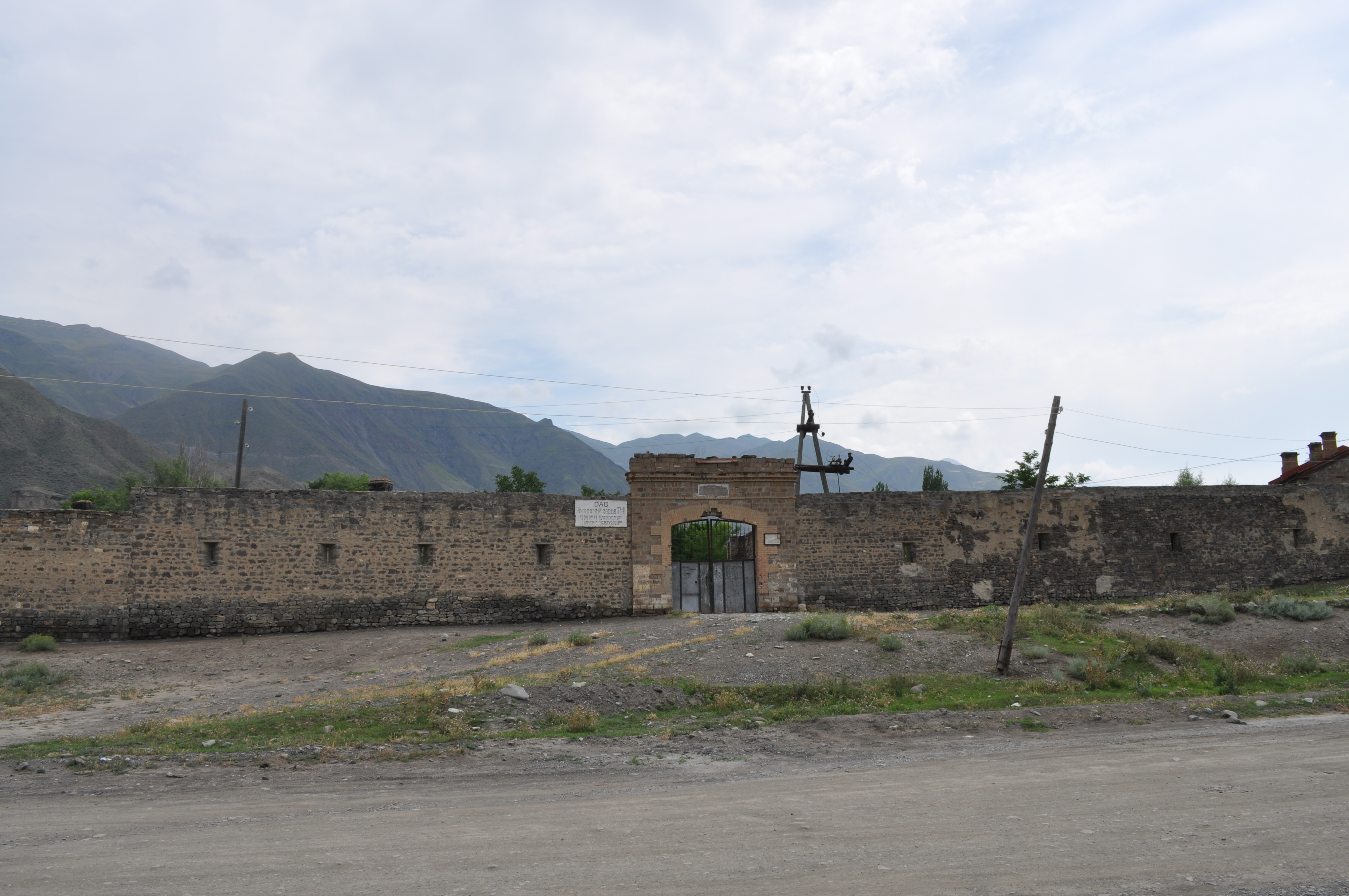
Fortaleza de Ajtý.

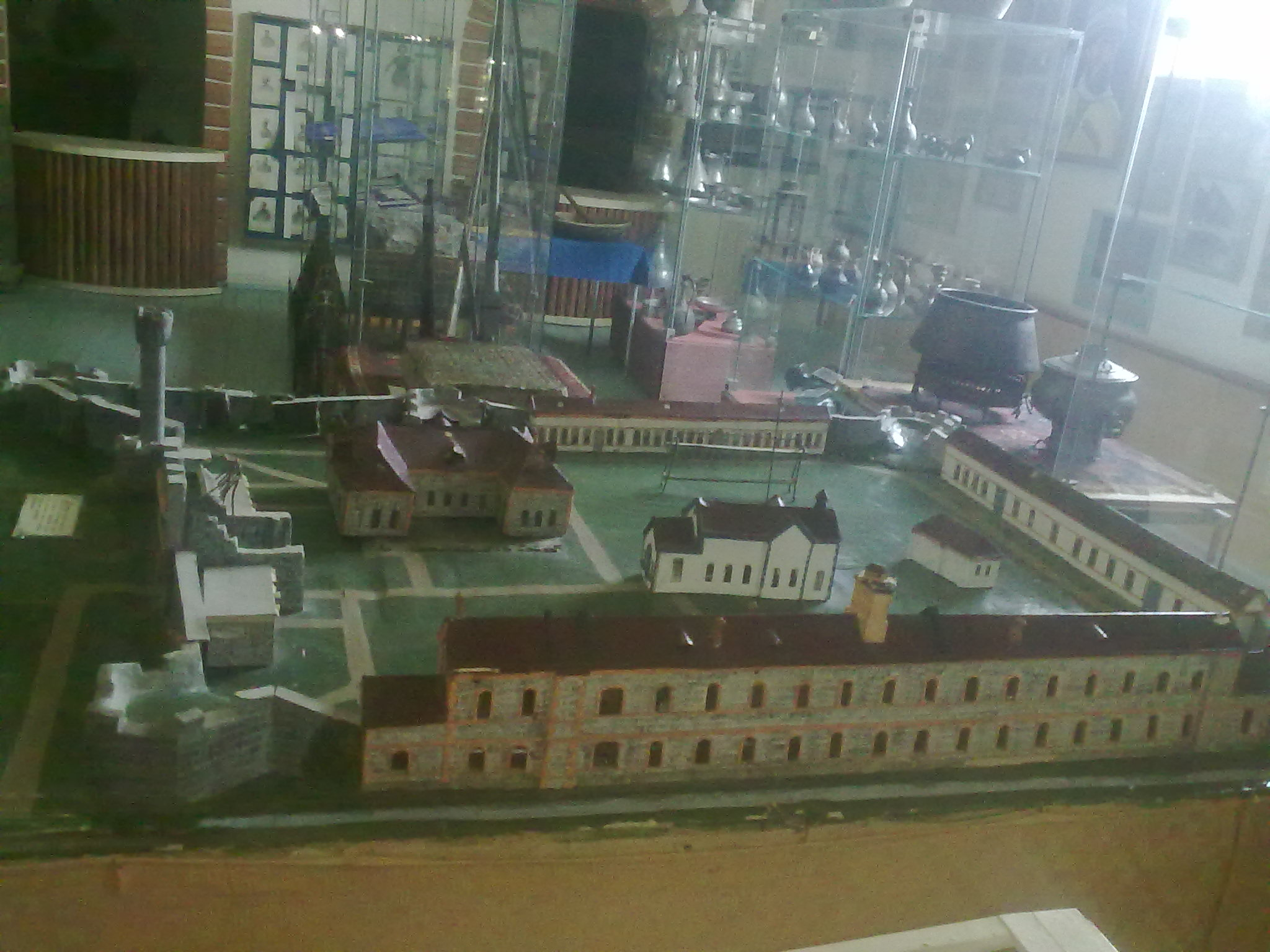
Maqueta de la fortaleza.

La fortaleza de Ajtý (en ruso: Ахты́нская кре́пость, en lezgui: Ахцагьан Къеле), es una fortaleza construida en tiempos del Imperio ruso en la actual república de Daguestán, en el suroeste de Rusia. Está situada en la localidad montañosa de Ajtý, en el raión de Ajtý de la república. El general Yevgueni Golovín ordenó su construcción en 1839 en el marco de la guerra ruso-circasiana (1817-1864). Tiene la categoría de Monumento histórico y arquitectónico de la Federación Rusa. Es la fortaleza más meridional de Rusia.
La fortaleza consta de un muro exterior, un cuartel militar, una iglesia ortodoxa y un polvorín. Tiene forma pentagonal, con baluartes en las esquinas. Está rodeada de un foso y unos muros de 4.57 m de altura y un espesor de 1.06 m. La fortaleza se defendía con 11 cañones y 6 morteros. La fortificación era débil desde un punto de vista estratégico debido a su aislamiento y a lo irregular del relieve de la zona.

## Historia

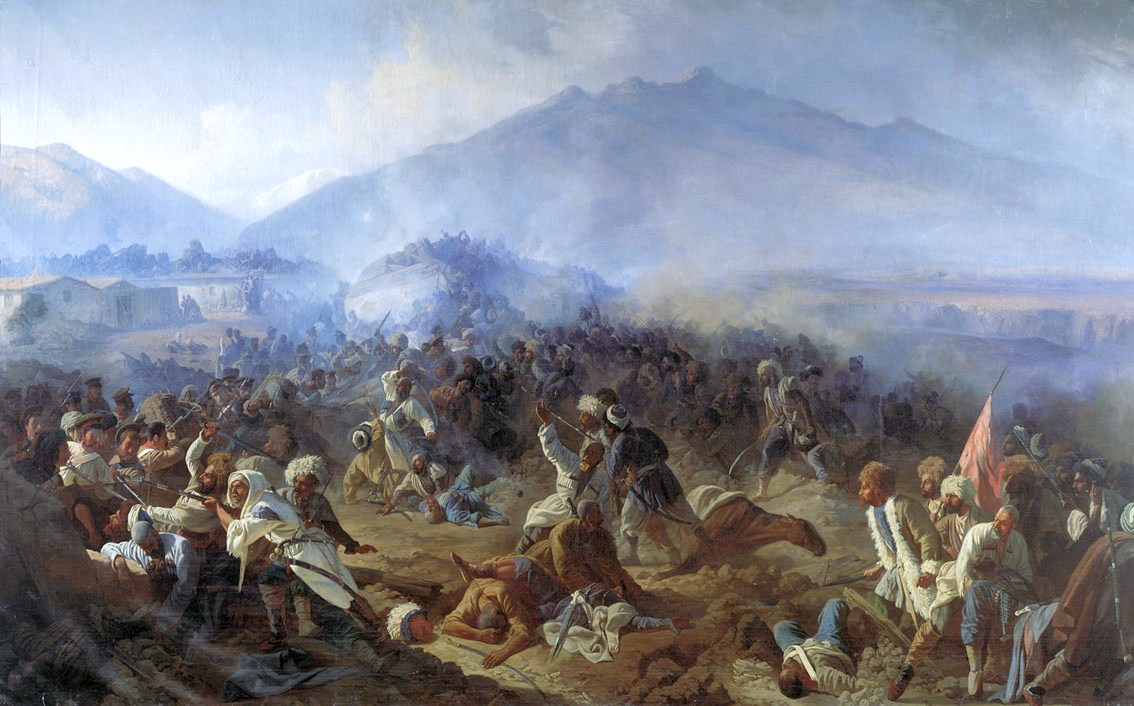
Asalto a la fortaleza de Ajtý, de Polidor Babáyev (1813-1870).

En 1839, Yevgueni Aleksándrovich Golovín, comandante del Cuerpo Independiente del Cáucaso, remontó el río Samur en un intento por reprimir las revueltas lezguinas, conquistando las tierras de estos últimos, que se gobernaban en varios territorios autónomos con un sistema de concejo conocidos como Sociedad Libre de Altypara, Sociedad Libre de Dokuzpara y Sociedad Libre de Ajtypara, y el beyato Rutul. Para garantizar el movimiento de tropas y estabilizar la presencia rusa en la región, Golovín decidió la construcción de esta fortaleza y la creación del ókrug de Samur del Óblast del Caspio, con centro en Ajtý. Fue construida en 40 días como base de apoyo de la administración rusa en el valle del Samur y residencia del gobernador del ókrug.
En 1848 fue asaltada por las tropas del imán Shamil entre el 14 y el 22 de agosto. La fortaleza resistió hasta la llegada de los refuerzos del kniaz Moiséi Argutinski-Dolgoruki, asestando una derrota táctica a Shamil y al muridismo, que tuvieron que replegarse a la parte alta del valle del Samur y Avaristán.
Tras la Revolución de octubre de 1917 cesó de funcionar como edificio militar. En tiempos soviéticos se instaló una bodega de vinos. Pese a haber sido declarado Monumento histórico y arquitectónico de la Federación Rusa, está cerrado al público y se conserva en mal estado.